# Baofu Congzhan
Baofu Congzhan (chiń. 保福從展 pinyin Bǎofú Cóngzhǎn; kor. 보복종전 Pobok Chongjŏn; jap. Hōfuku Jūten; wiet. Bảo Phườc Tòng Triển, zm. 928) – chiński mistrz chan Południowej szkoły chanu.

## Życiorys
Baofu pochodził z dystryktu Futang w Fuzhou (Fujian).
W wieku 15 lat został uczniem mistrza Xuefenga Yicuna (822–908). W wieku 18 lat przyjął mnisią ordynację w klasztorze Dazhong w mieście Taizhou w Zhangzhou (Fujian). Następnie udał się w podróż po buddyjskich centrach w rejonach Wu (Jiangsu i część prow. Zhejiang) i Chu (Hebei, Hunan oraz część Zhejiang i Henan). Po pewnym czasie powrócił do Xuefenga i został jego służącym.
Pewnego dnia Xuefeng nagle zawołał go mówiąc Czy rozumiesz?
Gdy Baofu chciał coś powiedzieć Xuefeng odepchnął go swoim kijem.
Baofu nagle zrozumiał.
Baofu był bratem dharmicznym późniejszego mistrza chan Changqinga Huilenga (854–932), często pytał Changqinga o dawne i obecne metody nauczania i dyskutował z nim. Taka rozmowa między nimi jest treścią gong’anu 95 z Zapisków Błękitnej Skały.
Pewnego dnia Changqing powiedział Mówię, że arhat ma trzy trucizny, ale Tathagata nie ma dwóch sposobów mówienia. Nie mówię, że Tathagata nie mówi, tylko że nie ma dwóch sposobów mówienia.
Baofu powiedział Jaka jest mowa Tathagaty?
Changqing powiedział Głuchy usiłuje ją usłyszeć.
Baofu powiedział Mistrz Qing powiedział o [rzeczach] drugorzędnych!
Changqing spytał W takim przypadku, jaka jest mowa Tathagaty?
Baofu powiedział Idź napij się herbaty!
Po odejściu od Xuefenga nauczał i jego reputacja rosła. W 917 r. wysoki urzędnik Wang z Zhangzhou, aby uhonorować mistrza wybudował klasztor Baofu i potem go wspierał materialnie. Był tak popularnym nauczycielem, że regularnie przebywało w tym klasztorze 700 uczniów.
Mistrz był szanowany przez gubernatora prowincji, który promował Baofu na dworze cesarskim i cesarz obdarzył mistrza purpurową szatą.
W 928 r. mistrz poczuł się lekko chory. Mnisi zgromadzili się w jego domku aby wypytać go.
Baofu powiedział Znamy siebie już od wielu lat, jakie działania mogłyby mi pomóc?
Mnich powiedział Są takie działania.
Nie rozwiało to jednak wątpliwości mistrza.
Powiedział także mnichom W ciągu ostatnich dziesięciu dni osłabłem. Nie martwcie się tym. To tylko nadszedł mój czas.
Mnich spytał Jeśli twój czas nadszedł, to mistrz odejdzie, czy mistrz zostanie?
Baofu krzyknął Powiedz! Powiedz!
Mnich powiedział Jeśli tak jest, to nie śmiem mówić pospiesznie.
Baofu powiedział Zostałem obrabowany z moich pieniędzy.
Po tych słowach mistrz zmarł w pozycji medytacyjnej.
Mistrz Baofu występuje w gong’anach: 8, 22, 23, 76, 91 i 95 z Zapisków Błękitnej Skały oraz w komentarzach do gong’anów 21, 23, 28, 29, 48 Congrong lu

## Linia przekazu Dharmy zen
Pierwsza liczba oznacza liczbę pokoleń od Pierwszego Patriarchy chan w Indiach Mahakaśjapy.
Druga liczba oznacza liczbę pokoleń od Pierwszego Patriarchy chan w Chinach Bodhidharmy.
Trzecia liczba oznacza początek nowej linii przekazu w innym kraju.
- 33/6. Dajian Huineng (638–713)
  - 34/7. Qingyuan Xingsi (660–740)
    - 35/8. Shitou Xiqian (700–790)
      - 36/9. Tianhuang Daowu (748–807)
        - 37/10. Longtan Chongxin (bd)
          - 38/11. Deshan Xuanjian (780–865)
            - 39/12. Xuefeng Yicun (822–908)
              - 40/13. Yunmen Wenyan (862–949) szkoła yunmen
              - 40/13. Xuansha Shibei (835–908)
                - 41/14. Luohan Guichen (867–928)
                  - 42/15. Fayan Wenyi (884–958) szkoła fayan

              - 40/13. Baofu Congzhan (zm. 928) miał 26 spadkobierców
                - 41/14. Shangu Xingchong (bd)
                - 41/14. Longtan Ruxin (bd)
                - 41/14. Baoci Wenqin (bd)
                - 41/14. Yanshou Hulin (bd)
                  - 42/15. Guizong Daoquan (zm. 985)

                - 41/14. Zhaoqing Wendeng (884–972)
                  - 42/15. Jing współautor Zutang ji[a]
                  - 42/15. Yun () współautor Zutang ji[b]

Pojawia się w Zapiskach Błękitnej Skały w przypadkach: 8, 23, 76, 91 i 95 oraz w Zapiskach Wielkiego Spokoju w przypadku 71.